# Sylvain Brochard
Pour les articles homonymes, voir Brochard.
Sylvain Brochard est un international français de rink hockey né le 13 janvier 1987 qui évolue au poste de joueur.

## Carrière
À partir de 2002, il participe à deux championnats d'Europe des moins de 17 ans puis il est sélectionné à trois reprises dans l'équipe des moins de 20 ans jusqu'en 2006. Durant ces cinq éditions, il marque par dix fois. 
Cette même année, il est sélectionné pour la première fois avec l'équipe de France sénior, avec qui il se rend au championnat d'Europe de 2006. Il marque buts durant la compétition. Fin 2006, alors qu'il est considéré par son entraineur comme un élément majeur de son club, il quitte Nantes pour retourner à la Vendéenne en cours de saison. 
Les années suivants, il joue en coupe Latine en 2006 et en coupe des Nations en 2007. Il ne connaît plus par la suite de sélection nationale. Cependant, jusqu'en 2009 il participe à des compétitions d'un niveau européen avec son club de la Vendéenne, qui évolue en coupe d'Europe. 
Après quelques années sans prendre de licence, il s'inscrit à Noisy-le-Grand avec qui il participe en 2016 au championnat de France de nationale 1 mais il ne marque qu'en seul but lors de ses 13 participations à des rencontres de championnat. 

## Palmarès
- Championnat du monde : 5e place (2006)
- Coupe des nations : 4e place (2007)
- Coupe latine : 4e place (2008